# Giovanni Vincenzo Lucchesini
Pour les articles homonymes, voir Lucchesini.
Giovanni Vincenzo Lucchesini (Lucques 28 juin 1660 – Rome, 1744) est un chanoine, philologue et historien italien.

## Biographie
Né à Lucques le 28 juin 1660, Lucchesini fit ses premières études à Sienne et à Pise, embrassa l’état ecclésiastique et se rendit ensuite à Rome pour s’y perfectionner dans la connaissance des langues grecque et latine. Faisant ses délices des auteurs latins, il assurait avoir lu Tite-Live d’un bout à l’autre jusqu’à trente fois.
Le souverain pontife Clément XI le choisit pour secrétaire et le pourvut d’un canonicat de l’église de St-Pierre. Il continua d’être employé à différentes fonctions après la mort de ce pontife, et Clément XII le nomma enfin à la place importante de secrétaire des brefs, emploi qu’il remplit jusqu’à sa mort, arrivée en 1744.
Son Oraison funèbre fut prononcée en latin par Filippo Buonamici, l’un de ses élèves et son ami le plus intime. Cette pièce a été imprimée séparément et on la retrouve à la suite du dialogue de Buonamici, De claris pontificiarum epistolarum scriptoribus, dont Lucchesini est le principal interlocuteur. Il était membre de l’Académie d'Arcadie et de plusieurs autres sociétés littéraires d’Italie.

## Œuvres
On a de Lucchesini des discours, des panégyriques, des oraisons funèbres en latin ou en italien ; mais les seuls de ses ouvrages qui aient établi sa réputation d’une manière durable sont les deux suivants :
- Demosthenis orationes de republica ad populum habitæ, gr. lat. cum notis criticis et historicis, Rome, 1712, in-4° (online). Des seize harangues politiques de Démosthène, Lucchesini en a retranché quatre : celle sur Halonèse, que de bons critiques attribuent à Hégésippe ; une seconde que l’on croit d’Hypéride, et enfin la troisième et la quatrième philippique, qui ne contiennent que des répétitions des deux autres harangues sur le même sujet. La traduction de Lucchesini est élégante et fidèle ; le P. Tournemine, en en rendant compte dans les Mémoires de Trévoux, dit que Démosthène ne se serait pas exprimé autrement en latin. Dans les notes critiques, Lucchesini s’attache à relever les fautes échappées à Hieronymus Wolf : elles sont très-savantes, et William Allen les a insérées dans l’édition qu’il a donnée des Harangues de Démosthène, avec la version de Wolf, Londres, 1755, 2 vol. in-8°. Les notes historiques sont plus importantes encore par les explications claires et exactes qu’elles contiennent de la situation politique des Grecs et de leurs usages à l’époque où Démosthène a composé ses Harangues. C’est une source où les érudits peuvent puiser abondamment.
- Historiarum sui temporis a Noviomagensi pace, Rome, 1725-38, 3 vol. in-4°. Cette Histoire, trop peu connue en France, commence en 1678, à la paix de Nimègue. Le style en est agréable ; mais l’auteur entre dans des détails peu importants et qui rendent sa marche lente et embarrassée.